# Миклош II Кёсеги
Миклош II Кесеги, также известен как Миклош Петух (венг. Kőszegi "Kakas" Miklós; ? — 1332/1333) — венгерский магнат в начале XIV века, конюший (1318—1321).

## Происхождение и ранняя жизнь
Миклош II родился в старшей ветви могущественной и влиятельной семьи Кесеги. Старший сын Миклоша I Кёсеги (? — 1299), палатин Венгрии и бана Славонии. По словам специалиста по генеалогии Пала Энгеля, у него был младший брат Янош. Точная дата рождения Миклоша неизвестна. Он родился определённо раньше 1299 года, так как его отец умер в том же году. Миклош II часто фигурировал в исторических документах с прозвищем «Петух».
После смерти отца Миклош II Кёсеги получил в наследство несколько поместий и деревень в западной части Трансданубии, особенно в комитатах Ваш и Зала. После 1299 года ему принадлежали замки Канижа, Сентвид, Лека (современный Локкенхаус, Австрия), Рохонц (современный Рехниц в Австрии) и Полёска. Последний форт функционировал как его постоянная резиденция. Несмотря на то, что он считался видным магнатом в регионе, его богатство и влияние были далеко позади его дядей, Ивана и Хенрика II, которые создали собственные олигархические провинции, где правили независимо от королевской власти на рубеже XIII—XIV веков, что существенно ограничивало экспансионистский потенциал Миклоша II. Это, вероятно, создало серьёзные контрасты между разными ветвями клана Кёсеги. В 1309 и 1312 годах, когда происходило сотрудничество между членами семьи во время политического урегулирования, Миклош, который к тому времени достиг совершеннолетия, был исключён из документов.

## Карьера
Миклош Кёсеги был впервые упомянут в исторических хрониках в марте 1314 года, когда он вместе с внуком Ивана Андрашем вернул ранее захваченный замок Шобор членам рода (клана) Осл, включая Лаврентия Канисаи. Осенью 1315 года король Венгрии Карл I Анжуйский начал свою первую крупномасштабную кампанию против двоюродных братьев Миклоша, Яноша и Петера (сыновей Хенрика II) и их территории. Карл Роберт лично привёл свои войска в округ Тольна. Однако Янош обратился за помощью к своим родственникам, Андрашу Кёсеги, который управлял западной Трансданубией, и Миклошу II Кёсеги, которые представляли две другие ветви семьи Кесеги . Объединённым силам Кесеги удалось изгнать королевскую армию из этого региона. В феврале 1316 года Миклош Кесеги издал дарственное письмо своему фамильяру Стефану Венецки за его верность и роль в победоносной кампании против королевских войск.
В ближайшие месяцы в карьере Миклоша Кёсеги произошёл политический переворот. Когда сербский король Стефан Урош II Милутин вторгся в Срем, король Венгрии Карл I Анжуйский начал контрнаступление через реку Сава и зимой 1317 года захватил крепость Мачва (современная Сербия). Миклош Кёсеги присягнул на верность королю Венгрии и тоже участвовал в этом походе, сообщает Пал Энгель. Воспользовавшись отсутствием короля, Андраш Кёсеги атаковал королевские города Шопрон и Дьёр и одновременно безуспешно осаждал замки Миклоша II Кесеги в Леке и Рогонце. Во время нападения войска Андраша убили нескольких слуг Миклоша и разграбили их земли . В отместку Карл Роберт Анжуйский начал карательную экспедицию против Андраша Кесеги летом 1317 года, в то время как австрийский герцог Фридрих Справедливый также атаковал пограничные земли Андраша. Власть Андраша Кёсеги рухнула в течение нескольких месяцев. После окончания военной кампании Карл Роберт ликвидировал провинцию Андраша Кесеги в западной части Трансданубии. Карл I поддержал Миклоша Кесеги, реализовав стратегию «разделяй и властвуй» с целью устранения объединённых действий Кесеги. Король назначил его ишпаном графств Ваш и Зала, ранее входивших в состав домена Андраша Кесеги. Кроме того, в конце 1317 или в начале 1318 года Миклош Кёсеги был также назначен конюшим.
После своей окончательной победы над большинством олигархов, включая членов клана Кесеги, король Венгрии Карл I Анжуйский повернулся против Миклоша Кесеги и объявил его вероломным. В начале 1321 года военачальники Карла Роберта, Александр Кецский и Лоуренс Чорнаи (бывший фамильяр Миклоша) вновь возглавили королевскую кампанию в Трансданубии. Сначала они захватили Полёску, затем Канижу и Рохонц, а также несколько деревень. Миклош Кесеги смог удержать только Леку, в то время как должность ишпана комитата Ваш перешло к его родственнику и бывшему мятежнику Андрашу Кесеги.

## Поздняя жизнь
Миклош II Кёсеги пережил своё политическое падение. Он успешно приобрёл замок Рохонц у первоначальных владельцев во время акта обмена земли в 1329 году. Миклош II женился на Елизавете, дочери австрийского дворянина Конрада фон Поттендорфа. В этом браке у него родились трое сыновей: Янош, Ладислав и Хенрик, которые приняли фамилию Рохонци в последующие десятилетия после нового постоянного места их отца. У него также была дочь, Екатерина. Миклош II составил своё завещание в октябре 1332 года. Он пожертвовал землю Кедей (современный Рабакетхей, район Сентготхарда) в монастырь Борсмоностор (Клостермариенберг, ныне часть Маннерсдорф-ан-дер-Рабниц, Австрия). Он скончался незадолго до августа 1333 года. Его сыновья были вынуждены обменять форт Лека на Кеменд в 1340 году. Семья Рохонци процветала до 1403 года, когда они потеряли большую часть своего состояния, включая Рохонц и Кеменд, во время национального восстания против короля Венгрии Сигизмунда Люксембурга.